# Cléopâtre (film, 1899)
Cléopâtre byl francouzský němý film z roku 1899. Režisérem byl Georges Méliès (1861–1938). Do Spojených států ho pod názvem Robbing Cleopatra's Tomb distribuoval Charles Urban, kterého film upoutal. Ve Spojeném království vyšel pod zkráceným názvem Cleopatra's Tomb. Film je od 30. let 20. století považován za ztracený. Ačkoliv bylo oznámeno, že 22. září 2005 byla ve Francii nalezena jeho kopie, později se ukázalo, že jedná o snímek L'oracle de Delphes z roku 1903.
Jednalo se o jeden z prvních hororových filmů v dějinách kinematografie. Jeanne d'Alcy byla první herečkou v historii, která zvárnila Kleopatru.

## Děj
Děj filmu je kvůli nedostupnosti zhlédnutí sporný.
Podle Mélièsova scénáře děj spočívá v tom, že po tanci kněžek kolem Kleopatřiny hrobky se objeví dva muži, kteří hrobku znesvětí a zapálí mumii Kleopatry, z níž se Kleopatra vynoří živá a naštvaná. 
Podle jiných zdrojů muž ďábelského vzhledu rozřezá Kleopatřinu mumii na kousky a poté ji pomocí magie opraví a přivede k životu.